# Forteresse de Sadr

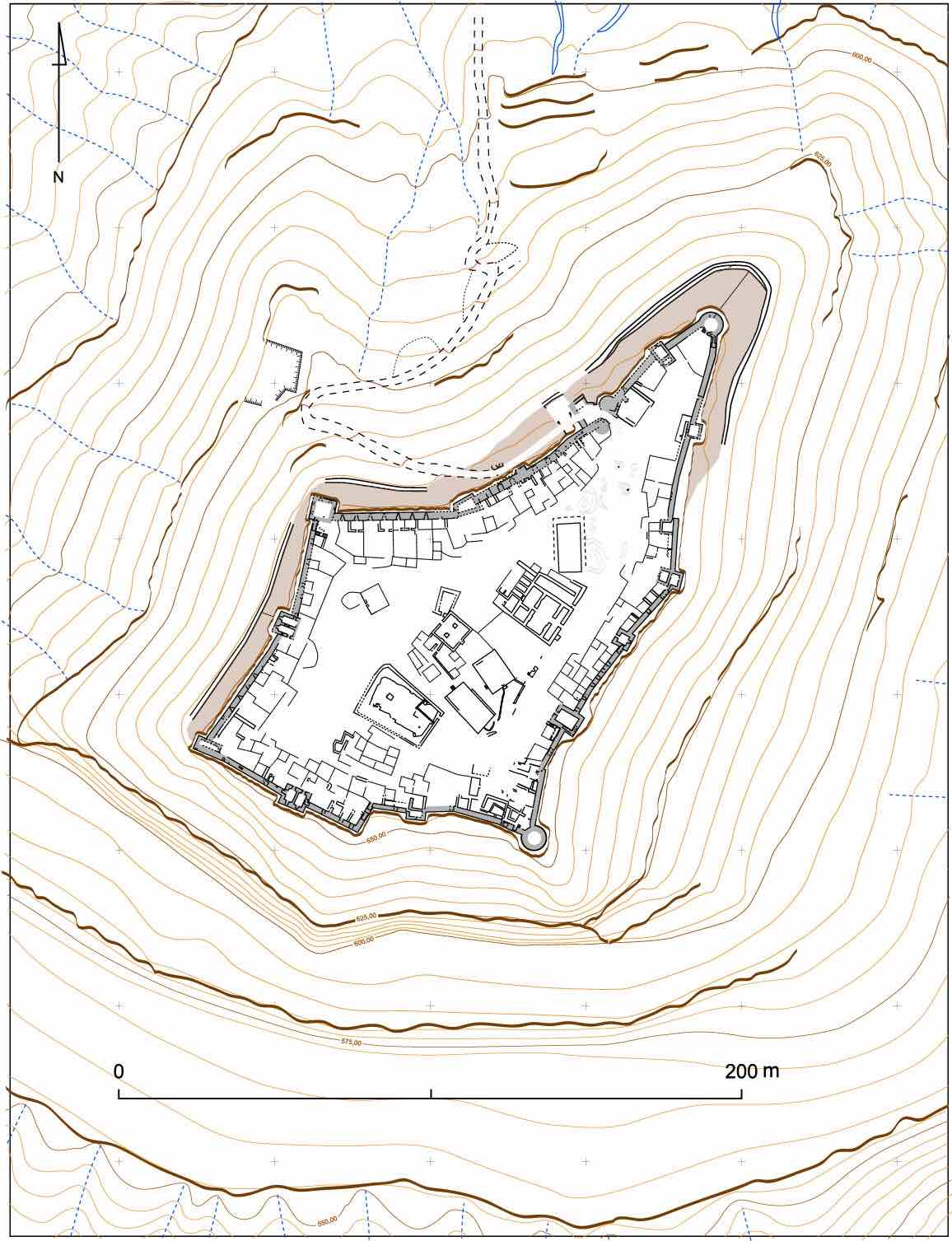
Sadr. Plan de la forteresse (J.-M. Mouton 2010)

La forteresse de Sadr (nom moderne : Qal‘at al-Guindî), située dans la péninsule du Sinaï, est le témoignage archéologique le plus authentique laissé au Proche Orient par Saladin (1171-1193).
L'ensemble des constructions est conservé ou effondré sur place. Du fait de sa très courte période d'occupation et de l'absence de toute récupération des matériaux de construction, c'est un exemple unique pour l'étude de l'architecture militaire ayyoubide.
Sa construction dans le contexte des croisades répond à la volonté de sécuriser une route à travers le Sinaï central entre la Syrie et l'Égypte pour contourner le royaume latin de Jérusalem. Le contrôle et la sécurité de celle-ci était assurée par deux forteresses que Saladin y fait aménager : Sadr, à l'ouest, et Ayla (île de Graye), à l’est.

## Situation
La forteresse de Sadr, appelée aujourd'hui Qal‘at al-Guindî, est située sur une butte-témoin qui culmine à 645 m et domine de près de 150 mètres les étendues planes et arides du désert de Tîh au centre du Sinaï.

## Histoire

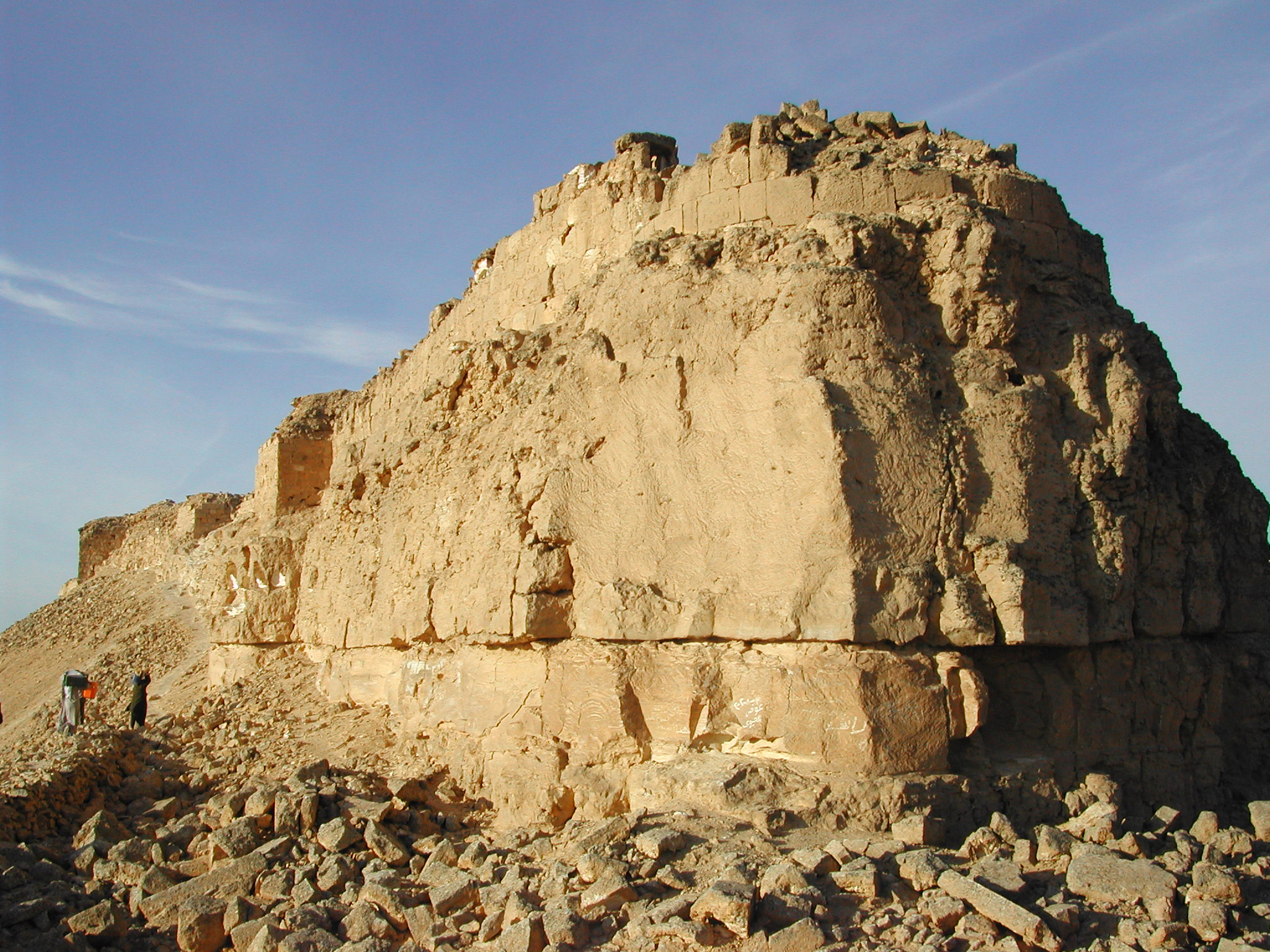
Sadr, Tour nord

La première mention de la forteresse date de 1176. L'année suivante, les croisés voulant pénétrer en Égypte par le Sinaï central assiègent en vain l'édifice. Les travaux de construction s’intensifient entre 1183 et 1187 comme l'attestent les inscriptions de fondation des mosquées, citernes, courtines, tours et entrée monumentale.
En 1187, avec la victoire de Saladin sur les croisés à Hattîn, ces travaux s’interrompent. La forteresse perd tout intérêt stratégique avec la réouverture de la route du Nord-Sinaï longeant la Méditerranée (via Maris) et est abandonnée. Un géographe du début du XIIIe siècle, Yâqût, indique qu'elle tombe déjà en ruines. À la fin des années 1220, le sultan al-Kâmil ordonne sa remise en état. Le fils d'al-Kâmil, le sultan al-Salîh Najm al-Dîn, y fait enfermer en 1241 les Mamlouks de son père. Les monnaies et le mobilier archéologique trouvés dans les couches d'effondrement de la forteresse indiquent un abandon définitif au milieu du XIIIe siècle.
Cette forteresse n'a été redécouverte qu'au début du XXe siècle par un officier égyptien, Na‘ûm Shuqayr, qui la mentionne dans sa monumentale Histoire du Sinaï. En 1912 et 1913, l’architecte et géologue Jules Barthoux y conduit les premières études. Le site sera à nouveau exploré de 2001 à 2005 par Jean-Michel Mouton, directeur d’études à l’EPHE.

## Description

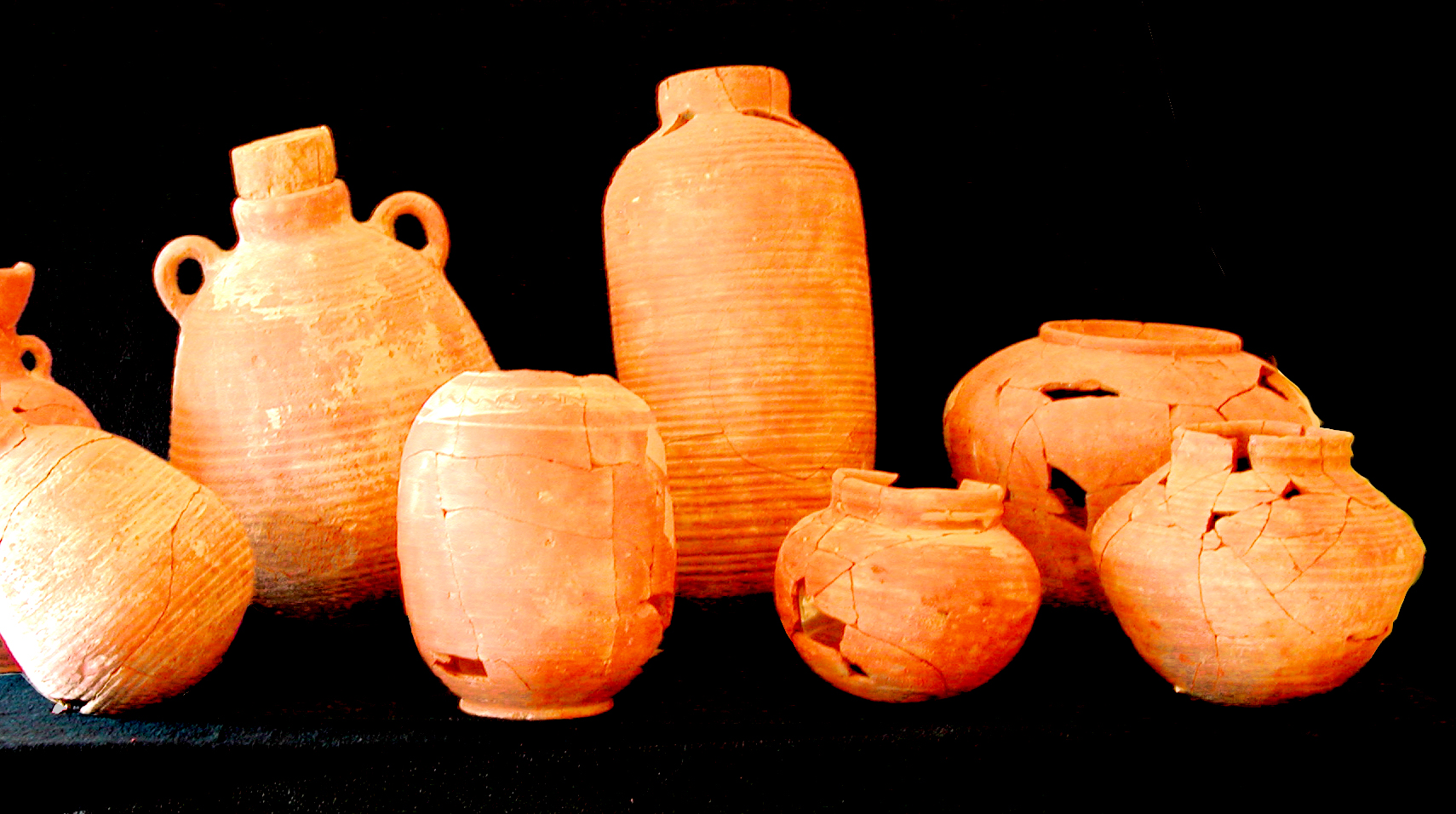
Sadr, fouille J.-M. Mouton 2004, mobilier céramique

Les architectes de Saladin ont su pleinement s'adapter au site : les 540 mètres linéaires du mur d'enceinte, flanqués de 17 tours pour la plupart quadrangulaires, épousent les contours du sommet de la butte retaillé par endroits pour en renforcer le caractère défensif. Les flancs est, ouest et sud bénéficient d’une excellente défense naturelle. L’unique entrée se trouve sur la face occidentale moins abrupte. La rampe d'accès est parsemée de bâtiments en contrôlant le tracé. Elle se termine par un dispositif d'entrée très élaboré avec pont-levis, barbacane, porte monumentale à chicane.
La plateforme sommitale de près d’un hectare et demi est densément occupée. On trouve, adossée aux murailles, une série de constructions essentiellement destinées au logement des hommes, dont la résidence du gouverneur, tandis que le centre de la plateforme accueille un groupe de grands bâtiments à vocation cultuelle et communautaire (mosquées, moulin, magasins et citernes).
Le mobilier archéologique découvert sur le site permet de bien appréhender le mode de vie des habitants de la forteresse.